# Aedes

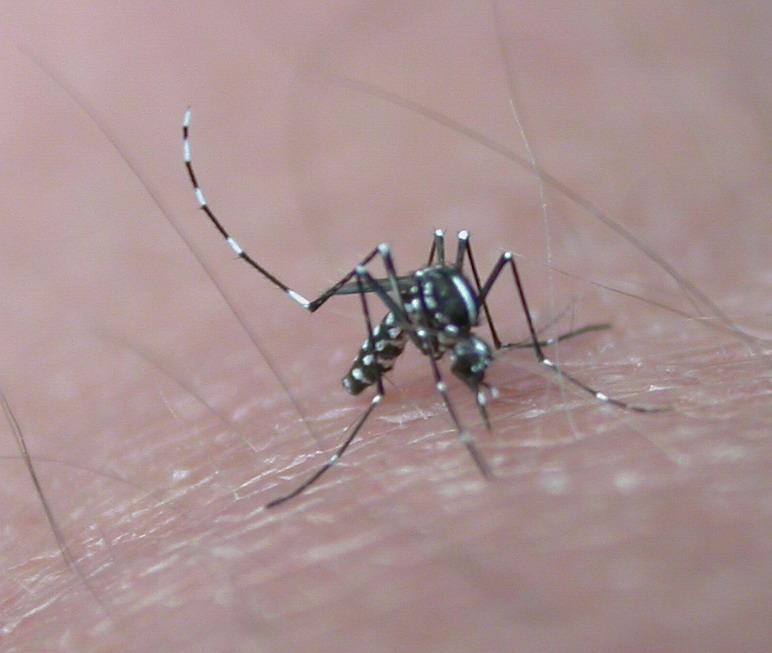
Asiatische Tigermücke
(Aedes albopictus)

Aedes ist eine Gattung innerhalb der Familie der Stechmücken (Culicidae). Ihr Hauptverbreitungsgebiet sind die Tropen und Subtropen, in Europa sind lediglich wenige Arten heimisch. Die Gattung galt bis zu den Revisionen der Tribus Aedini in den Jahren 2000 bis 2009 als große Sammelgattung, in der fast alle Gattungen der Aedini vereinigt waren. Seit dem Juli 2015 wurden alle Revisionen wieder auf den Stand vor dem Jahr 2000 zurückgestellt, die seither errichteten Gattungen werden als Untergattungen von Aedes aufgefasst.
Der wissenschaftliche Name leitet sich von dem altgriechischen Wort ἀηδής (aēdēs) ab und bedeutet übersetzt unangenehm bzw. lästig, da die Weibchen dieser Gattung auch beim Menschen Blut saugen. Dabei können sie als Überträger für krankheitserregende Viren, die beispielsweise das Dengue-Virus, das Gelbfieber-Virus oder das Zika-Virus fungieren. Manche Arten wurden vom Menschen in andere Erdteile verschleppt, wie etwa die Asiatische Tigermücke (Aedes albopictus) in die USA und Europa.

## Merkmale
Die Arten der Gattung Aedes (gr. ἀηδής aēdḗs, „widerlich“) unterscheiden sich nur geringfügig von denen anderer Gattungen innerhalb der Tribus Aedini. Die Weibchen sind in ihrer Erscheinung äußerst variabel. Die Position der Facettenaugen zueinander variiert von sehr dicht aneinanderliegend bis zu deutlich getrennt. Die Vorderseite des Kopfes und die Stirnplatte (Clypeus) sind entweder unbeschuppt oder beschuppt. Die Palpen haben fünf oder weniger Glieder und sind drei Viertel bis ein Zehntel mal so lang wie der Stechrüssel. Die Fühler sind etwas länger bis deutlich kürzer als der Stechrüssel. Das Mesonotum des Thorax ist leicht bis stark gekrümmt, das Schildchen (Scutellum) ist deutlich lappenförmig. Das Postnotum ist beborstet oder unbeborstet. Die Beborstung des Mesonotums und der Pleuren variiert ebenso wie die Beschuppung des Mesonotums, des Schildchen und der Pleuren. Das vierte Tarsenglied der Beine ist deutlich länger als das fünfte, die Klauen sind meist gezähnt. Die Tergite und Sternite des Hinterleibs (Abdomen) sind mit großen Schuppen bedeckt, das Hinterleibsende ist meist spitz, manchmal aber auch stumpf. Die Tiere unterscheiden sich von denen anderer Gattungen vor allem durch das Fehlen bzw. Vorhandensein von Borsten auf verschiedenen Skleriten an den Seiten des Thorax. 
Die Männchen sind den Weibchen sehr ähnlich. Ihre unterschiedlich segmentierten Palpen variieren in der Länge, ebenso wie die Fühler, die auch unterschiedlich behaart sind. Die Klauenglieder sind meist vergrößert und an den jeweiligen Beinpaaren unterschiedlich ausgebildet. Die der vorderen und mittleren Beinpaare sind gezähnt. Die Segmente 12 und 13 des Flagellum der Fühler sind meist verlängert.

## Systematik
Die Gattung wurde 1818 mit nur einer Art Aedes cinereus von Johann Wilhelm Meigen beschrieben. Meigen nannte sie in seiner Erstbeschreibung Schnakenmücke, dieser deutschsprachige Name hat sich jedoch nicht durchgesetzt. Bis zum Ende des 20. Jahrhunderts war die Gattung auf viele Arten mit heterogenen Merkmalen angewachsen und galt als "Sammelgattung". Sie wurde in 43 Untergattungen unterteilt, nach späteren Untersuchungen wurden 32 davon vorerst in den Gattungsrang der Tribus Aedini erhoben. Die Abgrenzung und systematische Einordnung der neuen Gattungen und Untergattungen blieb jedoch letztlich unübersichtlich. Nach Widerständen, besonders aus der Ärzteschaft, für die die Kenntnis der einzelnen Arten als Überträger von zahlreichen Krankheiten wichtig geworden war, wurden die seit dem Jahr 2000 neu errichteten Gattungen wieder zur Gattung Aedes zusammengefasst. Die neuen Gattungen wurden zu Untergattungen, die neuen Untergattungen zu Artengruppen zusammengefasst. Somit entspricht die Zusammensetzung der Gattung Aedes im Wesentlichen wieder dem Stand vor der Jahrtausendwende. Beispiele für Untergattungen sind Ochlerotatus oder Hulecoeteomyia.
Folgende Arten kommen in Europa vor. Mit einem Sterne (*) markierte Arten sind ursprünglich nicht heimisch, sondern invasiv:
- Aedes (Aedes) cinereus Meigen, 1818
- Aedes (Aedes) esoensis Dolbeskin, Goritzkaja & Mitrofanova, 1930*
- Aedes (Aedes) geminus Peus, 1970
- Aedes (Aedimorphus) vexans (Meigen, 1830)
- Aedes (Dahliana) geniculatus (Olivier, 1791)
- Aedes (Fredwardsius) vittatus (Bigot, 1861)
- Aedes (Georgecraigius) atropalpus (Coquillett, 1902)*
- Asiatische Buschmücke Aedes (Hulecoeteomyia) japonicus (Theobald, 1901)*
- Koreanische Buschmücke Aedes (Hulecoeteomyia) koreicus (Edwards, 1917)*
- Aedes (Ochlerotatus) annulipes (Meigen, 1830)
- Aedes (Ochlerotatus) cantans (Meigen, 1818)
- Aedes (Ochlerotatus) caspius (Pallas, 1771)
- Aedes (Ochlerotatus) communis (De Geer, 1776)
- Aedes (Ochlerotatus) sticticus (Meigen, 1838)
- Aedes (Protomacleaya) triseriatus (Say, 1823)*
- Gelbfiebermücke Aedes (Stegomyia) aegypti (Linnaeus, 1762)*
- Asiatische Tigermücke Aedes (Stegomyia) albopictus (Skuse, 1894)*
- Aedes (Stegomyia) cretinus Edwards, 1921